# Лабаса (футбольний клуб)
Футбольний клуб «Лабаса» (англ. Labasa Football Club) — фіджійський професійний футбольний клуб з міста Лабаса, який грає в Національній Футбольній Лізі Фіджі.

## Історія
З 1938 року в Лабасі проводилися місцеві футбольні змагання. У змаганнях брали участь низка етнічних фіджійських клубів. «Лабаса» не приєдналася до Національної футбольної асоціації після її створення в 1938 році, через віддаленість Лабаси від головного острова Віті-Леву, де базувалися всі клуби асоціації, крім одного.
У 1942 році, коли президентом клубу був колишній член Законодавчої ради Фіджі Гарольд Б. Гібсон, клуб «Лабаса» приєднав до загальнонаціональної футбольної організації під назвою «Індійська футбольна асоціація Фіджі».
Клуб «Лабаса» тривалий час залишався на периферії футболу на Фіджі, намагаючись конкурувати з командами з Віті-Леву до 1969 року, коли він вперше прийняв Міжокружний чемпіонат Фіджі. Команда займала друге місце в міжокружному чемпіонаті в 1972, 1973 та 1978 роках. Клуб вперше виграв міжокружний чемпіонат у 1992 році, та ще раз через два роки у 1994 році.
У жовтні 2011 року команда втретє виграла міжокружний чемпіонат, перемігши клуб «Ба» з рахунком 1-0 на Національному стадіоні в Суві. Переможний гол «Лабаси» у фіналі забив нападник Мачіу Дунадаму у другій половині матчу.

## Титули і досягнення
- Національний футбольний чемпіонат (по Округах) (2): 1991, 2007
- Міжокружний чемпіонат (7): 1992, 1994, 2011, 2016, 2019, 2020, 2024
- Битва гігантів (4): 1997, 2019. 2022, 2023
- Володар Кубка футбольної асоціації Фіджі (4): 1992, 1997 (спільно з «Ба»), 1999, 2015
- Чемпіон проти чемпіона (5): 1992, 2007, 2017, 2019, 2020
- Володар Кубка Гірміта (1): 1979